# 留耕镇
留耕镇，是中华人民共和国四川省宜宾市江安县下辖的一个乡镇级行政单位。2019年8月，将留耕镇黄土村所属行政区域划归夕佳山镇管辖。

## 行政区划
留耕镇下辖以下地区：
留耕社区、三块社区村、方石村、四重村、牟家村、银锭村、人民村、新场村、黄龙村、留耕村、东胜村、八一村、重兴村、杨庙村、民权村、中心村、长征村、黄土村和大桥村。